# Вентідій Куман

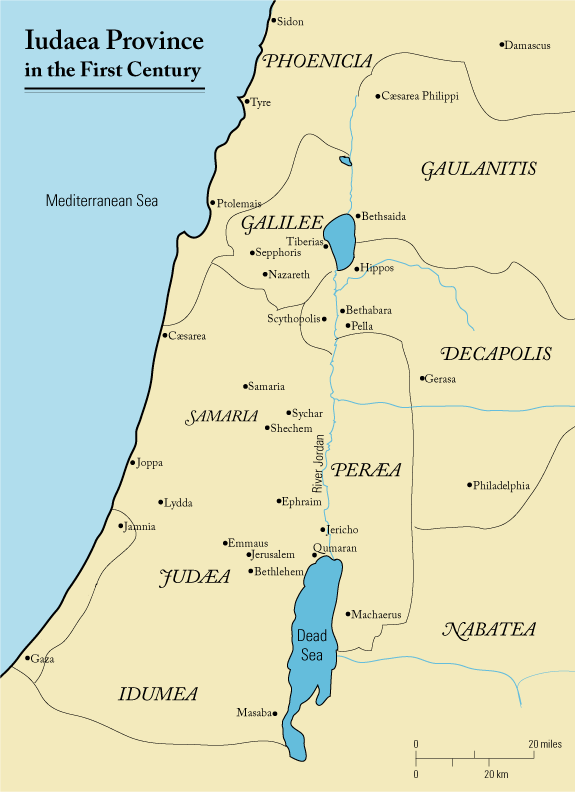
Римська провінція Юдея у 1 ст.

Вентідій Куман (лат. Ventidius Cumanus) — римський прокуратор Юдеї з 48 по 52 р. Згідно Тацита, він поділяв посаду з Антонієм Феліксом. Фелікс стояв на чолі Самарії, а Куман — Галілеї.
Прокураторство Кумана збіглося з бурхливим періодом життя Юдеї незадовго до останнього юдейського повстання. Куман повинен був придушити три повстання, останнє з них викликало його відставку. Перше повстання відбулося у дворі Храму під час свята Пасхи, коли один з римських солдатів (які завжди були присутні тут для того, щоб підтримувати порядок в натовпі) образив євреїв своєю зухвалою поведінкою. Безлад що стався при цьому був приборканий солдатами і багато з присутніх (за Йосипом Флавієм, більше 3000) були побиті до смерті. Друге заворушення теж було викликано римським солдатом. Єврейські розбійники напали на римського офіцера біля Бетгорон. Солдати, послані Куманом для відновлення порядку, розграбували навколишні села і один з них розірвав сувій Закону. Це сильно обурило євреїв, і вони послали багатолюдну делегацію до прокуратора в Кесарію і заспокоїлися тільки тоді, коли солдат був засуджений до смерті. Зіткнення самарян з юдеями послужило приводом до третього повстання. Один галілеянин, що вирушав у Єрусалимський храм, був убитий.
Куман не наважився покарати самарян; навіть кажуть, що він був ними підкуплений. Юдеї, на чолі з зілотами Елеазара, сина Дінея, і Александром, самі помстилися самарянам, незважаючи на спроби впливових осіб Єрусалиму стримати їх. Кулан перевів війська з Себастії у Кесарію; але в цей же час і самаряни і юдеї відправили делегації до Уммідія Квадрата, намісника Сирії, який одночасно наказав убити в Кесарії і в Лідді усіх, хто брав участь у повстанні.
Первосвященики Йонатан і Ананій, син Ананія — Анан, ватажки самарянського повстання, Кулан і трибун Целер були викликані до Рима до імператора. Клавдій під впливом Агріппи II і Агріппіни Молодшої, дружини імператора засудив до смерті трьох вождів самарян, заслав Кулана, а Целера наказав стратити в Єрусалимі .
Згідно Тацита, зіткнення самарян з юдеями відбулося через сварку двох прокураторів і сам Квадрат судив їх. Антоній Фелікс був звільнений від покарання, так як він був братом Марка Антонія Палласа, улюбленця імператора, і зятем царя Ірода Агріппи II.